# Расул Гамзатов
Расул Гамзатович Гамзатов (авар. ХӀамзатазул Расул ХӀамзатил вас, рус. Расу́л Гамза́тович Гамза́тов; Цада, 8. септембар 1923 — Москва, 3. новембар 2003) био је совјетски и руски песник који је писао на аварском језику. Међу њима је и позната совјетска песма „Журавли”.

## Биографија
Гамзатов је рођен 8. септембра 1923. године у аварском селу Цада на североисточном Кавказу. Његов отац, Гамзат Цадаса, био је познати бард, наследник древне традиције свирања која још увек успева у планинама Кавказа. Имао је само једанаест година када је написао свој први стих о групи локалних дечака који су отрчали на чистину где је по први пут слетео авион. Неколико различитих његових поема такође су постале песме, као што је Прошли сунчани дани.
Године 1939. завршио је Педагошку школу. Радио је разне послове као што су наставник у школи, помоћник редитеља у позоришту, новинар и радио водитељ. Од 1945. до 1950. студирао је на Књижевном институту Максим Горки.
Он је је добитник Државне Стаљинове награде 1952, Лењинове награде 1963, и Међународне Ботевске награде 1981.
Гамзатов је преминуо 3. новембра 2003. у 80. години у московској централној клиничкој болници. Сахрањен је на старом муслиманском гробљу у Таркију, поред гроба своје супруге.
Гамзатов споменик је откривен 5. јула 2013. на Јаузском булевару у центру Москве.